# Corynoppia papillisetigera
Corynoppia papillisetigera är en kvalsterart som beskrevs av Iturrondobeitia och Saloña 1998. Corynoppia papillisetigera ingår i släktet Corynoppia och familjen Oppiidae. Inga underarter finns listade i Catalogue of Life.